# Concept Laser
Die Concept Laser GmbH ist ein im oberfränkischen Lichtenfels beheimateter Hersteller von 3D-Laser-Metalldruckern für industrielle Anwendungen. Das Unternehmen gehört zu GE Additive, einer Tochtergesellschaft der amerikanischen General Electric. Concept Laser ist Pionier des pulverbettbasierten Laserschmelzens von Metallen. Der stark wachsende 3D-Druck ist mit seiner digitalen Prozesskette von der Konstruktion bis zum fertigen Bauteil ein wesentlicher Impuls für die Industrie 4.0-Strategie.

## Kenndaten
Laut Bundesanzeiger weist die Gewinn- und Verlustrechnung des Unternehmens für das Jahr 2015 Umsatzerlöse von 68.355.079,84 EUR aus. Dies ergab einen Jahresüberschuss von 7.554.961,19 EUR.
Concept Laser erwartete im Jahr 2015 einen operativen Gewinn (Ebitda) von 40 (Vorjahr 2014: 25) Millionen Euro. GE bewertet das Unternehmen mit mehr als 730 Millionen Euro.
Das 300 Mitarbeiter starke Unternehmen wurde im Oktober 2016 von General Electric (GE) mit einer Mehrheitsbeteiligung von 75 % für 549 Millionen Euro erworben.

## Unternehmensgeschichte
Gegründet wurde Concept Laser im Jahr 2000 von Frank Herzog nach dem Abschluss seiner Studien als Dipl.-Ing. im Maschinenbau an der FH Coburg, gemeinsam mit seiner Frau Kerstin Herzog.
Herzog sah während eines Studentenjobs bei der Modellbau Robert Hofmann GmbH, ein Unternehmen des Onkels seiner heutigen Ehefrau, eine Maschine, die das 3D-Verfahren kunststoffbasiert mit Flüssigharz und UV-Licht umsetzte. Herzog suchte daraufhin nach eine vergleichbare Lösung für die additive Verarbeitung von Metall, was mit dem Erscheinen des weltweit ersten 3D-Metalldruckers im Jahr 2001 möglich wurde.
Die Kunden des Unternehmens kommen aus zahlreichen Branchen, zum Beispiel der Medizin- und Dentaltechnik, der Luft- und Raumfahrtindustrie, dem Werkzeug- und Formenbau, der Automobil- sowie der Uhren- und Schmuckindustrie.

### Concept Laser (2000–2016)
Aus seinen Studienarbeiten entwickelte Frank Carsten Herzog 1997 die LaserCUSING® Technologie, das pulverbettbasierte Laserschmelzen von Metallen. Im Gegensatz zu anderen Lasersinter-Methoden wendet das LaserCUSING® eine stochastische Belichtungsstrategie an, die nach dem „Island-Prinzip“ einzelne Schichten sukzessive abarbeitet. Dieses unter der Marke LaserCUSING® eingetragene Verfahren ermöglicht eine deutliche Reduktion von Spannungen im Bauteil zur generativen Herstellung von verzugsarmen und großvolumigen Bauteilen. Präsentiert wurden die ersten LaserCUSING®-Maschinen im Jahr 2001 auf der EuroMold.
Erste kommerzielle Anwendungen waren Anlagen zur generativen Fertigung von Werkzeugeinsätzen zur konturnahen Kühlung von Spritzgießwerkzeugen mit eingebetteten Kühlkanälen.
Im Gegensatz zum Consumer-Segment für 3D-Drucker, wo vor allem Mitbewerber aus den Vereinigten Staaten und Asien den Weltmarkt dominieren, zählte Concept Laser zusammen mit EOS aus Krailling, Nikon SLM Solutions aus Lübeck und Realizer aus Borchen bereits in den frühen 2010er Jahren zu den deutschen Hauptakteuren auf dem weltweiten Markt für industrielle High-End-Maschinen, die Werkstücke mithilfe von Laserlicht oder UV-Strahlen aus Metallpulver oder speziellen Flüssigkunststoffen erzeugen.
Der US-Marktforscher Terry Wohlers äußerte diesbezüglich im Herbst 2012: „Vergangenes Jahr stammten zwei Drittel aller weltweit verkauften Maschinen für Laserschmelz-Technik aus deutscher Produktion“. Dabei hatte EOS 2012 weltweit rund 40 Prozent Marktanteil und Concept Laser, SLM und Realizer bestückten rund ein Viertel zusammen.
Aufgrund der zunehmenden Akzeptanz der generativen Fertigung ab 2010 und der angebotenen Produktpalette verbuchte das Unternehmen überdurchschnittliche Wachstumszahlen zwischen 40 und 50 Prozent. Von 2013 auf 2014 kam es dann zu einer Umsatzsteigerung von 75 Prozent, was vorwiegend dem Absatz von Großanlagen in der 1000 W-Laser-Klasse (Erstes Modell: X Line 1000R, Modell 2017:X LINE 2000R mit Dual-Laser-Technik und einem Bauraum von 800 × 400 × 500 mm3 (x,y,z)) zuzuschreiben war. 2013 lag der Auftragseingang bei 84 Maschinen. 2014 lag dieser bei 110 Maschinen und 2015 bereits bei 161 Maschinen, was zu einer Umsatzsteigerung von 54 Prozent gegenüber 2014 führte.
Mitte September 2016 berichtete Stefan Asche in den VDI nachrichten über Verkaufsspekulationen. In diesem Zusammenhang schrieb er abschließend: „Die drei Unternehmen [EOS, SLM und Concept Laser] sind nicht nur in Deutschland führend. Sie bilden weltweit die Speerspitze in ihrer Branche.“
Nach Aussage von Frank Herzog war das Wachstum derart stark, dass Innovationskraft und Investitionen aus eigenen Kräften eines mittelständischen Unternehmens, zunehmend an Grenzen stoßen würde. Zudem waren die Start-ups des Marktes überwiegend Pioniere der ersten Stunde, was bald industrielle Investoren auf den Plan rufen würde. Concept Laser sondierte daher spätestens ab 2014 mögliche Kandidaten, um sich übernehmen zu lassen, um das weitere Wachstum sicherzustellen. Von 48 Kandidaten blieb am Ende GE übrig.
Nachdem GE sich entschieden hatte, die 3D-Druck-Technologie zu einem Kerngeschäft zu machen, ging GE auf „Einkaufstour“ in Europa und hatte neben Concept Laser auch SLM Solutions im Visier. Der Versuch, 75 % an den SLM Aktien zu erwerben, scheiterte am Widerstand des Hedge Funds Elliott Management, der 20 % an den SLM Aktien hält (Stand 2016).

### Concept Laser unter GE General Electric (ab 2016)
2016 beschloss die Geschäftsführung der Concept Laser GmbH den Verkauf der Hauptanteile an GE Aviation, deren Angebot bei 549 Millionen Euro für eine Mehrheitsbeteiligung von 75 % lag. Vorausgegangen war der Übernahmeversuch von SLM Solutions durch GE Aviation, der an der Preisforderung des wichtigen Aktionärs, dem Hedgefonds Elliott, scheiterte.
Im Herbst 2016 folgte dann die fast zeitgleiche Übernahme der Arcam AB aus Mölndal (Schweden) durch GE Aviation. Beide Unternehmen wurden unter dem Dach der neu gegründeten Einheit GE Additive eingegliedert. Bis 2020 erhoffte sich GE durch die Zukäufe eine Milliarde Euro Umsatz.
Mit einer ursprünglich durch den Mutterkonzern GE geplanten Investition in Höhe von 100 Mio. Euro hat Concept Laser seit September 2017 den Standort Lichtenfels ausgebaut, wodurch GE vor allem den Einsatz in der Luftfahrtbranche ausbauen und 400 weitere Arbeitsplätze am Standort Lichtenfels schaffen wollte. Da der bisherige Firmensitz im Gewerbegebiet in Lichtenfels-Schney trotz eines ursprünglich Ende 2016 beantragten 35.000 m²-großen Erweiterungsbaus keine weitere Expansion zuließ, wurde im April 2017 vom Lichtenfelser Stadtrat in einer Sondersitzung dem Neubau mit Verwaltungs- und Produktionsgebäuden im neu entstehenden Gewerbegebiet an der A 73 (hier Teilabschnitt der B 173) zugestimmt. Das Areal dient zur Errichtung eines 117.000 m²-großen „3D-Campus“ mit repräsentativem Verwaltungsgebäude und Produktionsanlagen. Am neuen Campus sollte Ende 2018 der Produktionsbetrieb aufgenommen werden. Die Produktion wurde im Sommer 2019  vollständig in die neuen Produktionshallen verlagert. Am 13. September 2019 wurde das neue Werk eingeweiht. Die Fertigstellung des Verwaltungsgebäudes war Ende 2020 beziehungsweise Anfang 2021.
Im Juli 2019 wurde bekannt, dass Gründer Frank Herzog sich aus der Geschäftsführung zurückzog. Die offizielle Handelsregisterbekanntmachung dazu erfolgte am 22. August 2019.
Auswirkungen der COVID-19-Pandemie auf die Produktionsraten der Luftfahrtindustrie führten Ende 2020 zur Kündigung von gut 90 der 420 Angestellten. Im Jahr 2020 tätigte GE Additive außerdem Abschreibungen auf Geschäfts- oder Firmenwertminderungskosten vor Steuern in Höhe von 877 Millionen US-Dollar, die im Zusammenhang mit den Aktivitäten in der additiven Fertigung standen.

## Patente
Das Unternehmen besitzt als Pionier des pulverbettbasierten Laserschmelzverfahrens mehr als 110 gültige und laufende, insgesamt über 150 Patente.

## Auszeichnungen (Auswahl)
- 2001: EuroMold Award in Silber für die LaserCUSING® Anlage M3 linear
- 2008: Anerkennung beim Innovationspreis Bayern 2008 für die LaserCUSING® Anlage M2 cusing[27]
- 2014: Bayerns best 50[28]
- 2015: „Wachstumschampion“, FOCUS
- 2016: International Additive Manufacturing Award[29] für das Tool QM Meltpool 3D
- 2016: Materialica Design & Technology Award für das Projekt „NextGen Spaceframe“ zusammen mit den beteiligten Projektpartnern
- 2016: „Wachstumschampion“, FOCUS
- 2016: 1. Hauptpreis beim Innovationspreis Bayern 2016 für das Tool QM Meltpool 3D
- 2017: iF Design Award für das User Interface Design der Software CL WRX 3.0

Neben dem Unternehmen wurde auch Frank Herzog als Unternehmer mehrfach ausgezeichnet.